# 细梗沟瓣
细梗沟瓣（学名：Glyptopetalum longepedunculatum）是卫矛科沟瓣属的植物。分布在越南以及中国大陆的广西等地，生长于海拔370米的地区，常生于山谷脊密林中，目前尚未由人工引种栽培。

## 异名
- Glyptopetalum rhytidophyllum (Chun et How) C. Y. Cheng var. gracilipes C. Y. Chen